# 黑背高原鳅
黑背高原鳅（学名：Triplophysa dorsalis）为輻鰭魚綱鯉形目條鳅科高原鳅属的鱼类，俗名黑背条鳅。分布于阿姆河、锡尔河、楚河和伊塞克湖等地以及新疆伊犁河等，體長可達13公分，主要棲息在水草密集的溪流底層水域，可作為觀賞魚。该物种的模式产地在锡尔河上游。

## 扩展阅读
維基物種上的相關：黑背高原鳅